# タラスク
タラスク（フランス語: la Tarasque; ラテン語：タラスコヌス tarasconus 、タラスクス tarascus）は、フランス南部タラスコン市に発祥する伝説上の竜あるいは怪物。
同市の一帯が開拓されるよりも前、ローヌ川沿いの森林地に出没しては人害を及ぼしたタラスクという竜を中東の聖地より訪れていた聖女マルタが鎮め、退治に成功したという12世紀の伝説がある。伝説は発祥地のフランス南部プロヴァンス地方のみならず、広くスペインなどにも伝搬している。怪物も、もとは中東小アジア（現今のトルコ）で生まれたとされる。
知名度の高い『黄金伝説』（13世紀）版「聖女マルタ伝」や異本に当該の竜退治説話が所収され、鑑文学にも記載がみられる。竜であるが、半獣半魚でもあると『黄金伝説』に説かれ、偽マルケラ版『聖女マルタ伝』によれば獅子のような頭、一対の亀の甲羅、熊爪の足六本、蛇様の尾をもっていた。

## 文化遺産としての概要
図像学
この六本足の甲羅の怪物という概念が、やがて典型的な図像となるが、ゴシック様式初期の美術では、かならずしもその形をとってはおらず、かつて甲羅型の早期例とみなされたもの（教会の彫刻）も、のちに14世紀の作と改められた。伝説の舞台タラスコン市では、その紋章や代用貨幣にタラスクを表しているが、早期の例だと竜形で、15世紀頃の市章に甲羅型の典型が現れる。そして15世紀の手写本の挿絵や、16–17世紀において、この典型型の定着がみられる。聖女マルタは、タラスクが市民を捕食していたところに遭遇したと伝説にあり、図像でも人を呑み込む姿で書かれる例が多い。
祭典
タラスクの祭典は、ルネ王 (アンジュー公)が、1474年の五旬節に開催をはじめたという縁起が伝わり、のちには聖女の命日（聖名祝日）の7月29日にも祭りをおこなうようになったが、19世紀末から20世紀前半まで祭りはとだえ、世界二次大戦後以降は6月の最終週末におこなわれている。このときタラスクを模した山車が、かつては中に隠れた数人によって運ばれて町を練り歩いたが、近年では張りぼてが台車に乗せられた構造になっておりこれを数名が横からつかんで牽き回す。

## 伝説
タラスクの伝説は、フランス南部プロヴァンス地方に、12世紀初頭、あるいは12世紀末に発祥したものと考えられている。中世のいくつかの文献のなかに、とくに『黄金伝説』所収の聖女マルタ伝があるが、これは12世紀中葉～13世紀中葉の主な4種の中世ラテン語文献のなかでももっとも短文で、然して”もっとも影響の大きかった"聖女マルタ伝とされる。

### 黄金伝説
黄金伝説に所収されるマルタとタラスクの伝説によれば、昔、フランス南部プロヴァンス地方の、アルル市とアヴィニョン市の間のローヌ川沿いにあるネルルク（「黒い森」）という地（現今のタラスコン市一帯）に、タラスコヌス（ラテン語: Tarasconus）という竜が川に潜み、渡河しようとする人や船を襲っていた。この"竜"（ドラコ、ラテン語: draco）は、半獣半魚、牡牛より太く、馬より長く、"角のごとく鋭い剣のような歯"を持っていた。
タラスコヌスは小アジアのガラティアに発生した生物で、聖書の巨獣レヴィアタンとガラティアのオナクス（あるいはオナコ、ボナコ等とも表記される）が交配して生まれた雑種であるとされる。
そこで民衆は、イエス・キリストの知己を得ている聖女マルタに対処を要請し、聖女はタラスクがまさに人を食らおうとしている場面に邂逅した 。聖水をふりかけただけでタラスクはおとなしくなり、帯を（首に）くくりつけて市中に連れて行き、町人は石や槍を投じてこれを殺した。

### その他文献
聖女マルタとタラスクの説話は、『黄金伝説』版（LA本）以外にも、《偽マルケラ》（V本）や、ボヴェーのウィンケンティウス（ヴァンサン・ド・ボヴェー）の『歴史の鏡』（SH本）にも所収されるが、これらの三つの異本は、大筋の内容は同じで、具体的な描写において差異がみとめられる。
成立時期も同様（12世紀後期～13世紀）で、このうち《偽マルケラ》が最古と思われ、1187年から、1212～1221年の作と考証されている。
これ以外にも4つめのラテン語聖女伝『マグダラの聖女マリアおよびその姉の聖女マルタ伝』があるが、これは他の3稿本の系統からは記述内容がよりかけ離れている。これはかつて伝・ラバヌス・マウルス（856年没）著とされていたものだが、現在ではこの文書はラバヌスに帰属できないとされており 、通称《偽ラバヌス》と呼ばれたり、12世紀末か13世紀初頭の作者不詳の聖女姉妹伝として扱われる。
また、タラスクについてはティルベリのゲルウァシウス（ジェルヴェーズ）著『皇帝の閑暇』でも触れている 。ゲルウァシウスは、タラスクの棲み処をアルルの城門近くの深淵と、タラスコンの城砦の岩（岩壁）の下としている。この書では"かの最悪の海蛇レヴィアタンの系統の蛇たるタラスク"という説明がされる。

## 外見
タラスクの外見については、『黄金伝説』とは多少異なる記述が、偽マルケラの聖女伝にみられる：

| draco ingens, medius animal terrestre, medius piscis . . . et erat grossior bove, longior equo, os et caput habens leoninum, dentes ut spata acutos, comas equinas, dorsum acutum ut dolabrum, squamas hirsutas ut taravos scindentes, senos pedes et ungues ursinas, caudam vipeream, binis parmis ut tortua utraque parte munitus. | "巨大な竜、それは半獣半魚で.."、 "牛よりも肥え、馬よりも長大で、その顔面は獅子のごとく、鋭い歯は剣のごとく、たてがみは馬のごとく、切り立つ背中は斧のごとく、にょきにょき生えた鱗は錐のごとく、六本の脚は熊の爪のごとく、一本の尾は蛇のごとく、二つに分れた甲羅はそれぞれ亀のごとくであった"。 |
| —偽マルケラ『聖女マルタ伝』 | —澁澤龍彦訳 |

上に綴られたタラスクの描写は、17~18世紀の絵画や木版画タラスクの図像に 「すこぶる近く合致して」おり、現代の祭りの山車（張りぼて）とも一致すると考察されている。 すなわち、亀のような甲羅を持つという特徴も、この1200年頃の文献に見られるのである。19世紀のある貨幣専門家は、五旬節の祭りの山車を担う人間を隠すために「甲羅」は15世紀に工夫されたものという仮説を展開しているが、「甲羅」にはより古い文献根拠があったのである。
タラスクの頭部については、のち（19世紀以降）の解説者によって、牡牛や獅子似、あるいは獅子の顔か鼻づらと、黒い鬣をもつ、などと形容されている。

### 尻尾
蛇の尾をもつという表現は、《偽マルケラ》や『歴史の鏡』にみられる。
タラスクの某彫刻をみると、その尻尾は"長く環状で、サソリのそれにかなり似ている"と船医で民俗学研究家のベランジェ＝フェローが意見しているが、これは現物を見たのではなく、かつてタラスコンのサント・マルト教会の側壁の一部だったが18世紀末に失われた彫刻の模写（スケッチ）のみを実見して考察している。この彫刻のスケッチは、コンラッド・ムーラン（Mouren）がその著作物に画き残したもので、尾が鯱立ちなのが認められる。さらには、尻尾の先にサソリの棘がついているという近年の大衆本もあるが、尾の先にあるのは蹴爪であるとジャン＝ポール・クレベールは書いている。また、タラスクの山車の尾先は矢印形なのが伝統であるとする見解もある。

### 毒の息
《偽ラバヌス》によれば、タラスクは毒の息を吐くという：

| draco terribilis oberrabat, incredibilis longitudinis, et magnae molis; fumum pestiferum flatu, scintillas sulphureas oculis, sibilos stridentes ore, rugitusque horribiles aduncatis dentibus, proferens; quidquid incidisset in eum ungulis et dente dilanians; quidquid propius accessisset anhelitus sui fetore mortificans. | ..信じ難きほどの長さ、とてつもない大きさの恐ろしい竜（ドラコ）。毒煙の息を、目からは硫黄火を飛ばし、口はけたたましい擦り音（蛇のシャーのような音）を立て、曲り牙の歯ぎしりはおぞましい騒音を立てる。その爪や歯は、道をよぎる者をことごとく細切れに裂きちぎり、息吹に近寄る者を死と化した |
| —Pseudo-Raban, De vita beatae Mariae Magdalenae et sororis ejus sanctae Marthe. Cap. XL | —Mycoff 英訳より重訳 |

これは文字通り目が炎を放つのではなく、"目が硫黄のように爛爛としていた"という意味の隠喩と解釈するフランスの研究者もいる。この《偽ラバヌス》のくだりを、オーシュ市の史家フランソワ・キャネト僧院長（Canéto）は、＜タラスクは毒性の息吹を濃厚な蒸気として鼻腔から噴出させていた＞、と読み下している。

### 中世の描写

#### 紋章や貨幣
タラスクは、タラスコン市の紋章に古くから使用されており、（少なくとも後期のデザインでは）人体を飲み込む構図で描かれている。11、12世紀と年代推定されている市章に見える怪獣は、ワニかあるいは何らかの両生類にすらみえる、との意見がある。
13世紀の市章は、城の番をするドラゴンの様相をしていると、ある18世紀の紋章学の権威が意見しているが、これについてタラスコン出身の史家エチエンヌ＝ミシェル・ファイヨンは、町を守る存在ではなく、その脅威たるタラスク獣であると反論している。
この早期のデザインは、あるいは11世紀まで遡れるともされており、トークン（代用貨幣）の一種であるメロー (貨幣)に使われている。
後期の印章デザイン、すなわちタラスクに亀のような甲羅を背負わせた図像は、15世紀に使われるようになった。
また、後期から近代に至るデザインではタラスコンの市章が人間を飲み込む構図であることがはっきりと見て取れる。定着した市章は、紋章学の用語で"鋸歯狭間をもうけたアルジャン（白/銀）の塔の下に、人間を呑み込む、金色の鱗で覆われた シノプル（緑）の竜"等と縷々と説明されている。

#### 手写本
後期の手写本でも、人間を飲み込む構図が認められる。

#### 建築物
建築美術にもタラスクを描いた図像例がみつかる。
上述の、タラスコンのサント・マルト教会の右側面に組み込まれていた聖女マルタとタラスクの塑像は、11世紀の作と伝わり、記録されている最古のタラスク像とされている。ここでもタラスクが人間を呑み込んでいる定番の構図がうかがえる。この例のタラスクは（素描からは判じ難いが）四足獣であり、オーシュ聖マリア大聖堂の聖歌隊席の彫刻のタラスクにすこぶる似ているというのがフランソワ・キャネト修道院長の所見である。
タラスクをかたどった彫刻は、アルル市に近いモンマジュール修道院の建物の屋内にも刻まれている。
またアルル市のサン＝トロフィーム教会にも柱頭に刻まれた タラスクがあり、現在では14世紀中葉の彫刻と鑑定されているが、細密な挿画を掲載したファイヨンは、11世紀初頭の早期ゴシック建築の例だとみていた。

## 祭典
タラスクの祭典の起源は、1474年4月14日の五旬節にアンジュー公ルネの命で執り行われたのを嚆矢とする、と伝わる。聖女マルタの奇跡を再現して、民衆を愉しませる狙いだったといわれる。後年、年2回目の祭典が、聖女マルタの祝日（命日）の7月29日に開催されるようになった。
かつては、タラスクの山車が年2回、町を練り歩き、聖女マルタに扮した乙女がこのタラスクをリード（または純白のリボン）につないで片手で牽くようにエスコートするのだった。
第二次世界大戦後は、6月の最終週末の日曜日に祭典がおこなわれている。タラスクの山車を中の人間が運んでパレードに参加する。 

### 19世紀の風景
街中をパレード行進するタラスクは、19世紀には緑色に塗装された木製の大道具だったり、金属製の装置が試されたりしている。オーバン-ルイ・ミラン（1808年）は、タラスクの山車を木製としており、複数のフープ（輪っか）の骨組みをキャンバス布で覆いペンキで塗装したとする 。
ドイツの文筆家クリスティアン・フリードリヒ・ミュリウス（Mylius、1818年）はより詳細に"毎年五旬節の2日目に、グロテスクな木製の竜の模型、すなわちタラスクが、市中を担いで回られる。それは亀に似ており、木製の枠組みに蝋引きキャンバスを張り、アップルグリーン色のペンキが塗られ、背中には金メッキの鉤やら棘やらがついていた"と述べている。 
ヴィルヌーヴ伯爵は1826年に、五旬節祭りのタラスク劇（jeu de tarasque）に使用されるタラスクを"怪異な竜"と呼び、その"胴体は、フープ（輪っか）を骨組みとし、塗装した金属板で覆い、背中は巨大な盾を使って亀の甲羅を模している。足には（するどい）爪があり、尾は鱗状で何度もくねり曲り、頭部は牡牛と獅子のようであった。あんぐりあいた口には何列もの歯がみえた"と書いている。
1818年に解説された木製のタラスクは8人の担い手を要したが、1826年の金属製のものでは12人が必要となった。1846年の祭りでは4人が中に隠れて運ばれたと報じられ 、1861年には6人で運んでいる。
頭部は中の人間が操作できるようになっており、口も開閉でき、鼻腔には導火線かロケット花火が仕込まれ点火されて炎と火花を散らすのであった。
また、タラスクが行進するあいだ、群衆は「ラガディガデウ」のレフランのある伝統の歌を歌って掛け声する。この歌は、言い伝えによればルネ公（ルネ王）自身が作った歌とされている

| Lagadigadèu, la Tarasco, la Tarasco Lagadigadèu, la Tarasco dóu castèu Leissas-la passa la vièio masco, Leissas-la passa que vai dansa. | ラガディガデウ、かのタラスク、かのタラスク ラガディガデウ、城（シャトー）のタラスク 老いた魔女は通してやれ 通してやれ、踊りにいくのだから！ |
| —Text of song as set down by Frédéric Mistral                                                                                           | —Janvier英訳より重訳 |

タラスク劇は五旬節に始まり、聖女マルタの祝日（命日）の7月29日まで続くことが確立したが、それが第一幕、第二幕に分けて開催されるように変わっている。

### 近年のタラスク山車
20世紀までには、タラスクは輿ではなく車輪のついた台車に乗せられる仕組みに変わっている。これにより、担ぐかわりに半減した人数で押し進めるようになった。この牽き役たちはタラスカイール(?)（Tarascaïres） と呼ばれているが、ときおり列を離れてファランドールを踊り始めることもあったという。1992年の祭りでタラスクの張りぼてが担がれる様子を蔵持不三也が描写している。

### 開催日
かつてはタラスク劇の開催は不定期で、大々的に行われたのは 1846年、1861年、1891年、1946年等であった。しかし1946年を転機に、毎年恒例となっている。
タラスク劇が開催されなくなった20世紀前半の頃には、五旬節の季節のタラスク劇の日取りが、実際は異なる曜日や開催週だとして様々に主張されるようになってしまっていた。
1946年、便宜上の理由で伝統の開催期間からはずれる6月23日におこなわれた。その後、タラスク劇をこの6月最終週末（最終日曜日）におこなうことが年次恒例化された。
タラスクを含めた「ベルギーとフランスにおける巨人とドラゴンの行列」が、ユネスコの人類の口承及び無形遺産の傑作として2005年11月に登録された。

### スペイン

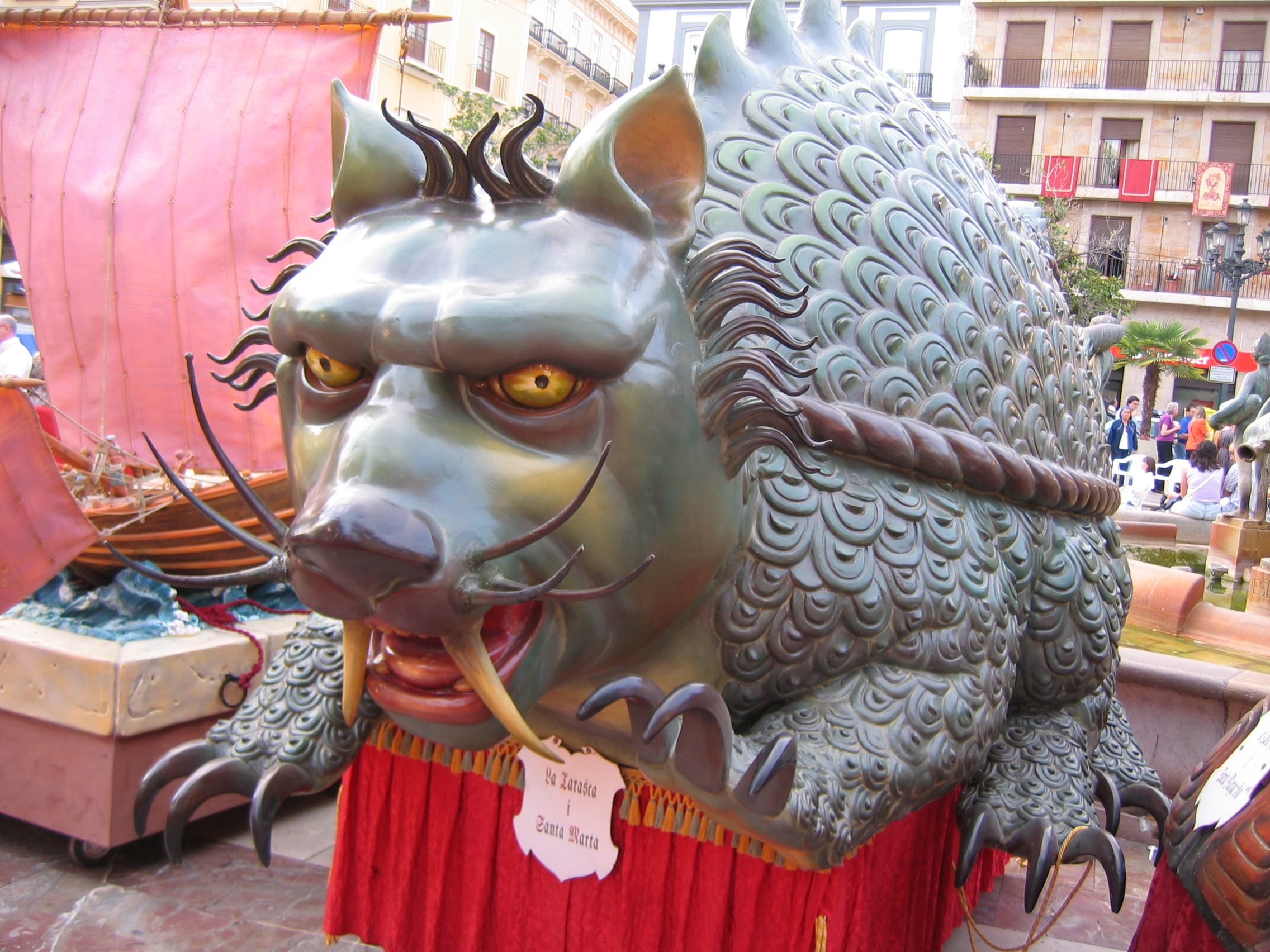
聖体の行列用のタラスク。バレンシア。

スペイン（イベリア半島）ではタラスカ（スペイン語: Tarasca）と呼称され、その模型・山車は、いくつかの市町村で聖体の行列にくわわる。タラスカがパレードに登場する都市例としては、 グラナダ、 トレド、バレンシア、マドリードが挙げられる。
イベリア半島でのタラスカについての最古の記録は1282年セビリア市のもので、イスラーム勢力からこの市の国土回復がかなった13世紀中葉からまもない頃である。
スペインのタラスカ行列には女性蔑視の要素が含まれると指摘されるが、これは聖書や史実上の傾城の美女（誘惑の女性・ファム・ファタール） に対する非難といえるもので、それらの有名女性の立像が、タラスカ竜の上に据えられる。グラナダのタラスカ竜の上には、等身大のマネキン人形のような像が立てられるが、トレドではパピエ＝マシェ製の上に金髪をした小型の人形が置かれ、英国王妃アン・ブーリンを象徴するとされている。
これらタラスカに乗る女性像はタラスキーヤ（スペイン語: tarasquilla）と呼ばれている。歴史的にみると、セビリア市ではそもそも（人形ではなく）タラスキーヨ（スペイン語: tarasquillo）と呼ばれる少年が竜の上に座って群衆を挑発していたが、1637年にこれが美しく着飾った女性に替えられ、1639年には醜い老婆をこの役に使用すると政令されている。
また、スペインの俗語で tarasca といえば、性悪な女性を指すようになっている。これは語感的には「あばずれ」（英語: hussy）のような意訳がされているが、"（老い）曲った、醜い、厚かましい女性"とも定義されており、16世紀に"醜い老婆"の意味での用例がある。

## 学説

### 類話
似たような竜伝説の比較例として、ロレーヌ地方のメッス市のグラウィリ（グラウリ）の伝承や、ノルマンディー地方のルーアン市のガルグイユを退治したという聖ロマヌス伝が挙げられる。
ベトナムのハロン湾（下竜湾）には、建国の際に竜が降誕して宝玉を吹き、中国勢を撃退したという伝説があり、竜によってこの景勝地の地形が形成されたとも言い伝わるが、一方でこの水域で竜、あるいは竜に似た海棲動物の目撃例があり、地元で「タラスク」と呼ばれている。

### ケルト起源説

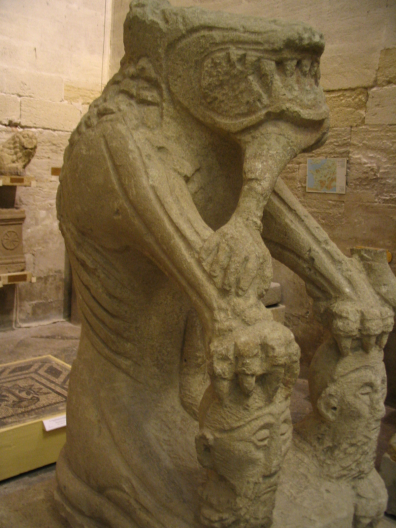
ノーヴのタラスク。前3–1世紀と推定。

キリスト教化以前（ローマ帝国支配以前）のケルト宗教的な獣神崇拝に起源があるという説が立てられており、同様な考えを支持する作家や学者も存在する。
フランスの考古学者イシドール・ジル（Isidore Gilles）は、タラスクの伝説を、タラスコンに近くで発掘されたとされる「ノーヴのタラスク」の石像に関連づけ、伝説はこの像に祀られた怪物の崇拝に由来すると提唱した。このノーヴという村は、古称がタラスコネ（フランス語: Tarasconnet）すなわちタラスコンの指小辞だったという 。石像にかたどられる合成獣は、頭部や胴体・四肢は熊に似、背中は鱗で覆われ、尾は獅子のようであるという。両前足は人間の生首をつかみ、「口は人間の腕にかぶりついている」という。ジルは、これがケルト民族に神格化された獣で、人身御供が捧げられていたと仮説した。
ジルのようなケルト起源説は、プロヴァンスの文豪フレデリック・ミストラルも支持しており、ミストラルの信じた説を無下に否定することもないだろうというような趣旨をデュモンも述べている 。近年でもフランスの学者フィリップ・ヴァルテールが、聖マルタ伝はケルトの信仰の土台に覆いかぶさっていることは疑うべくもない、と意見している。